# Mouterre-Silly
Mouterre-Silly is een gemeente in het Franse departement Vienne (regio Nouvelle-Aquitaine) en telt 678 inwoners (1999). De plaats maakt deel uit van het arrondissement Châtellerault.

## Geografie
De oppervlakte van Mouterre-Silly bedraagt 30,9 km², de bevolkingsdichtheid is 21,9 inwoners per km².
De onderstaande kaart toont de ligging van Mouterre-Silly met de belangrijkste infrastructuur en aangrenzende gemeenten.

## Demografie
Onderstaande figuur toont het verloop van het inwonertal (bron: INSEE-tellingen).